# Peter Pratt
Peter Pratt (Eastbourne, 21 marzo 1923 – Londra, 11 gennaio 1995) è stato un attore e cantante britannico.

## Biografia
Iniziò la sua carriera come corista nel D'Oyly Carte Opera Company nel 1945. Era già stato corista nella chiesa locale e in varie compagnie itineranti fin da piccolo. Sposò la soubrette della compagnia Joyce Wright, ed in seguito Patience Sheffield, figlia del noto baritono della compagnia Leo Sheffield. A metà degli anni '70 interpretò il Maestro nella serie televisiva Doctor Who. Morì all'età di 71 anni.

## Filmografia
- The Stackton Music Festival (1972)
- The Edwardians (1972)
- Van der Valk (1972)
- Murder Must Advertise (1973)
- The Brontes of Haworth (1973)
- Menace (1973)
- Play for Today (1973)
- Z-Cars (1973)
- Fall of Eagles (1974)
- Doctor Who The Deadly Assassin (1976)
- The Story of Ruth (1981)
- Squadron (1982)
- The Best of Gilbert and Sullivan (1983)